# Nilsvallen
Nilsvallen is een plaats in de Zweedse gemeente Härjedalen in het landschap Härjedalen en de provincie Jämtlands län. De plaats heeft 80 inwoners (2005) en een oppervlakte van 13 hectare. De plaats ligt twee kilometer ten oosten van de gemeente hoofdplaats Sveg aan de rivier de Ljusnan en de Europese weg 45, ook grens de plaats aan het kleine meer Nilsvallstjärnen. De directe omgeving van de plaats bestaat uit naaldbos.